# 约翰·辛普森
约翰·辛普森（英語：John Simpson，1927年5月16日—2016年6月1日），澳大利亚男子击剑运动员。他曾代表澳大利亚参加1958年大英帝国和英联邦运动会击剑比赛，获得男子团体重剑铜牌。